# Euryomma campineira
Euryomma campineira är en tvåvingeart som beskrevs av Barros de Carvalho och Pamplona 1979. Euryomma campineira ingår i släktet Euryomma och familjen takdansflugor. Inga underarter finns listade i Catalogue of Life.